# Darko Maletić
Darko Maletić (ur. 20 października 1980 w Banja Luce) – bośniacki piłkarz występujący na pozycji pomocnika. Od 2012 roku piłkarz kazachskiego klubu Irtysz Pawłodar. Ma na koncie osiemnaście występów i jedną bramkę w reprezentacji Bośni i Hercegowiny, w której debiutował w 2007 roku (stan na 11 października 2012).